# دهولي
دهولي هي مدينة هندية تقع في منطقة دهولي في ولاية ماهاراشترا.